# Whatcom County
Whatcom County je okres ležící v americkém státě Washington. Jeho jméno znamená v jazyce indiánského kmenu Lummijů „hlučná voda“. V roce 2010 zde žilo 201 140 obyvatel. Okresním městem i největším městem v okresu je Bellingham. Severní hranice okresu je mezinárodní hranicí mezi USA a Kanadou, provincií Britská Kolumbie, především předměstími Vancouveru nebo městem Abbotsford. Dva z pěti hraničních přechodů se nachází ve městě Blaine, ostatní se nachází v menších městech Lynden, Sumas a Point Roberts.
Okres Whatcom byl v roce 1854 vykrojen z okresu Island a původně obsahoval také nyní samostatné okresy San Juan a Skagit.

## Geografie
Okres má rozlohu celkem 6 485 km², z čehož 995 km² je voda a zbytek souš. Patří sem jezero Whatcom, které spojuje s Bellinghamovým zálivem stejnojmenný potok. Fyziograficky je jezero odtržená část Fraserova údolí, které leží nedaleko v Britské Kolumbii. Dříve také některá ramena řeky Fraser ústila do Bellinghamského zálivu nynějším ústím řeky Nooksack. Nejvyšším bodem okresu je Mount Baker s 3 285 m n. m. a nejnižší body se nachází na úrovni moře při pobřeží Tichého oceánu.

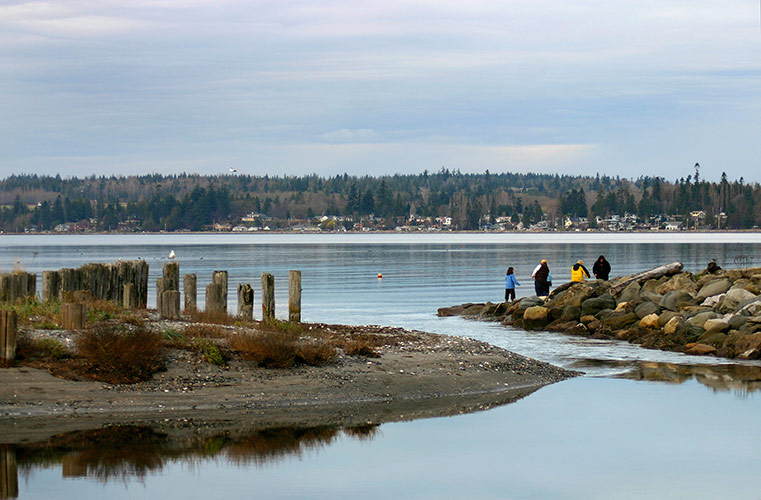
Březový záliv.

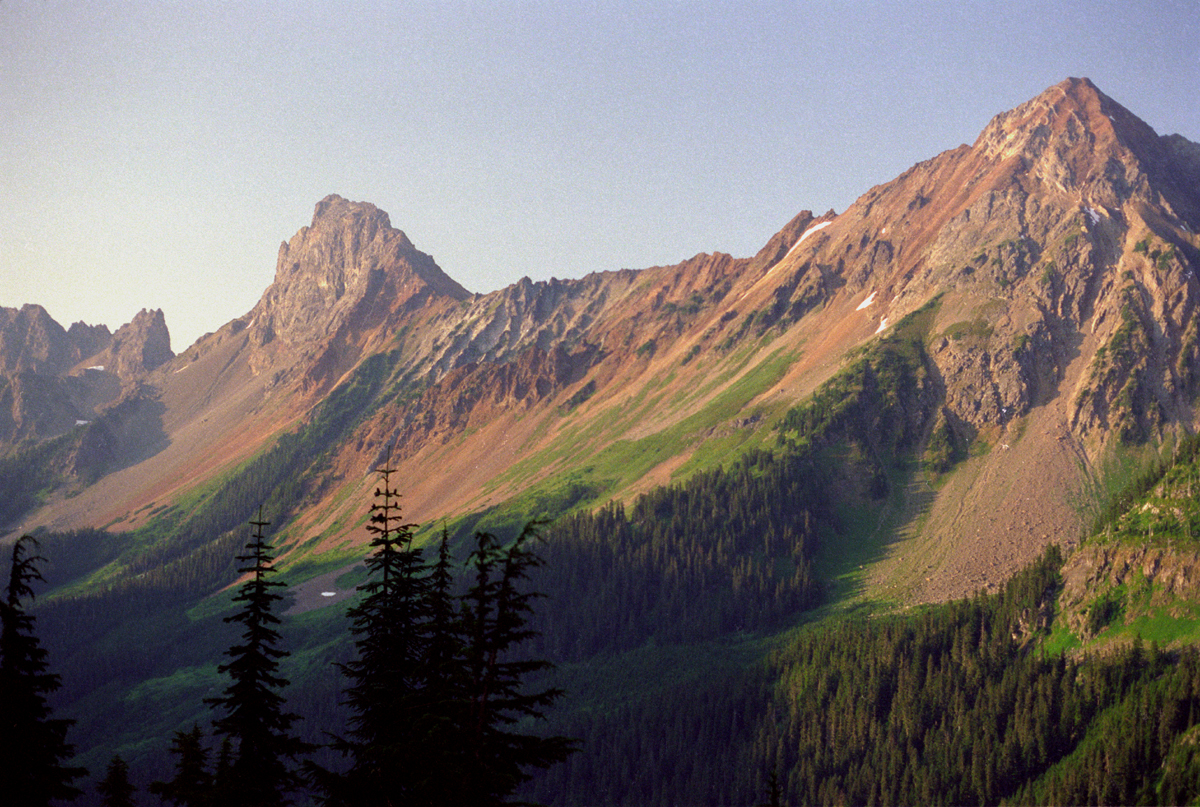
American Border Peak nedaleko hranic s Kanadou.

### Zajímavé body
- Bellinghamův záliv
- Březový záliv
- Elizin ostrov
- Kaskádové pohoří
  - American Border Peak
  - Chuckanutské hory
  - Mount Baker, nejvyšší bod okresu
  - Mount Shuksan
  - Sumas Mountain
- Lummijský ostrov
- North Lookout Mountain
- ostrov Portage
- řeka Chilliwack
- řeka Nooksack
- řeka Skagit/Rossovo jezero
- řeka Sumas
- Whatcomské jezero
- záliv Semiahmoo

### Důležité silnice
- Interstate 5 - mezistátní dálnice spojující Vancouver se Seattlem, Portlandem, Los Angeles a San Diegem.
- Washington State Route 20 - státní silnice spojující U.S. Route 101 s Britskou Kolumbií a Newportem na východě státu. Daleko nejsevernější silnice v USA, která vede přes Kaskádové pohoří.
- Alaska Marine Highway - trajektová trasa spojující aljašské dálnice se systémem mezistátních dálnic.

### Sousedící okresy
- Okanogan County - východ
- Skagit County - jih
- San Juan County - jihozápad

- Metro Vancouver
- Fraser Valley Regional District

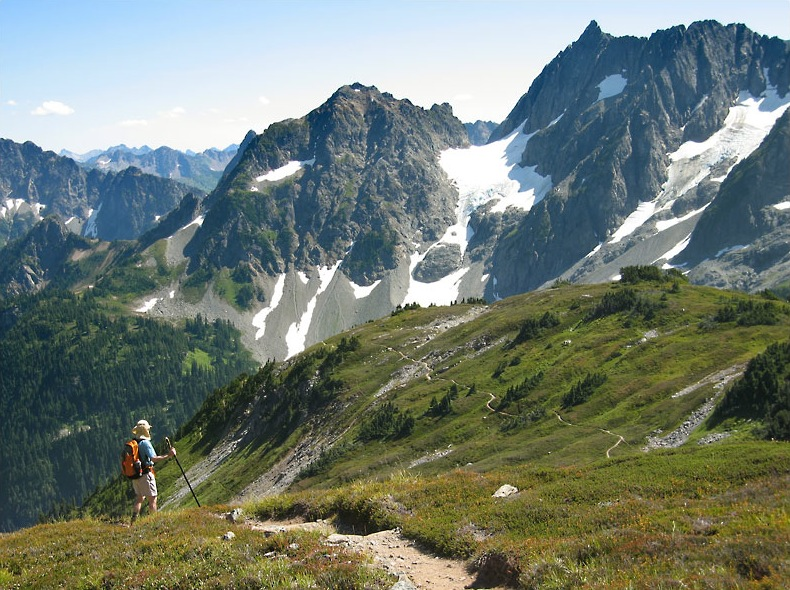
Severní Kaskády nedaleko Marblemountu.

- Capital Regional District - pouze vodní hranice

### Národně chráněná území
- Národní rekreační oblast Mount Baker

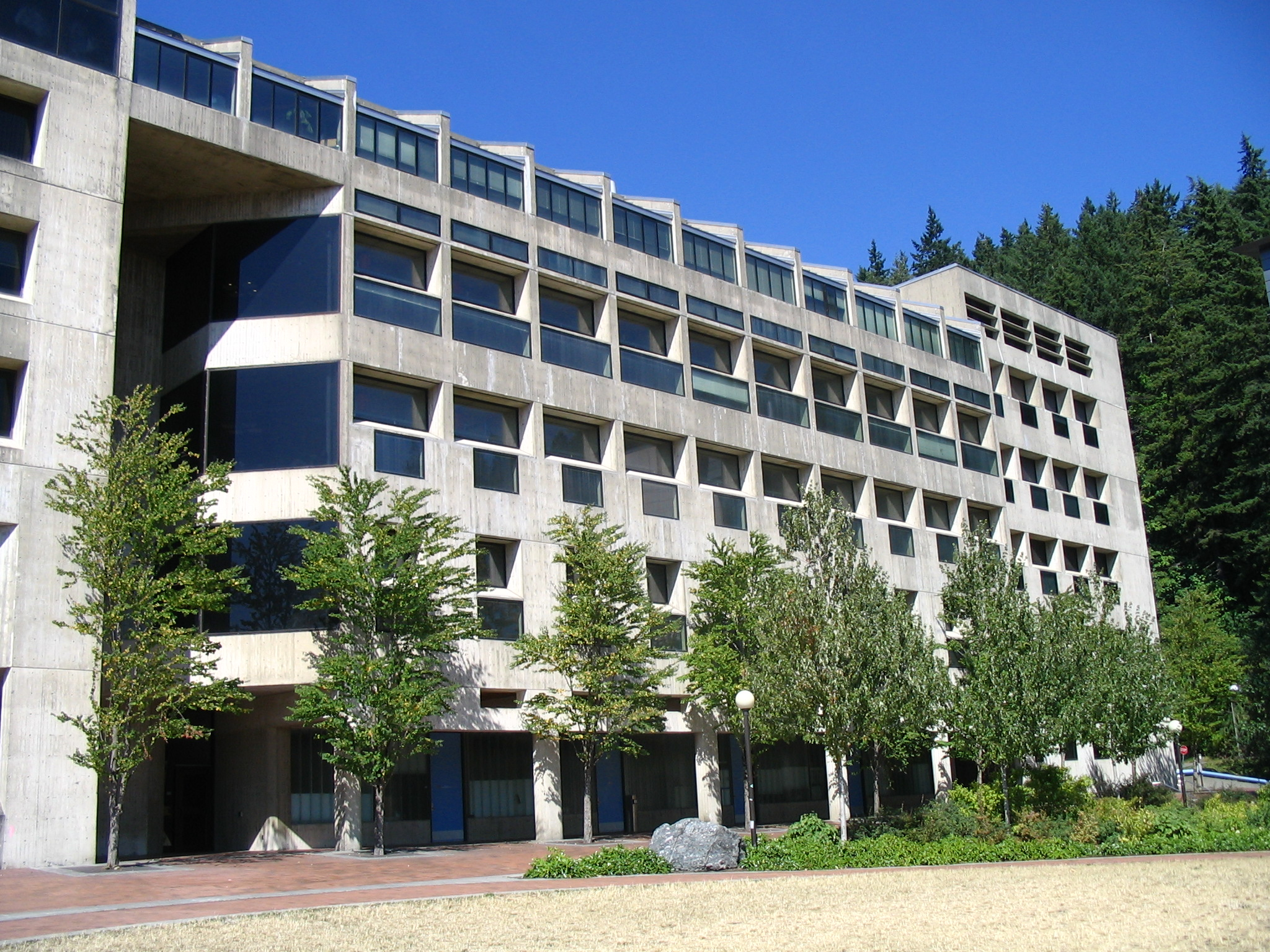
Huxley College v Bellinghamu, která je částí Western Washington University.

- Národní les Mount Baker-Snoqualmie - část
- Národní park Severní Kaskády - část
- Národní rekreační oblast Ross Lake - část
- Pacific Northwest Trail - část

## Vzdělávání
V okrese existuje pět institucí vyššího vzdělání. Dvě univerzity a dvě vysoké školy jsou v Bellinghamu, jedna vysoká škola je v indiánské rezervaci Lummi Nation západně od okresního města. Bellingham Technical College je veřejná technická odborná vysoká škola v Belinghamu. Trinity Western University je soukromá křesťanská univerzita v Langley, v Britské Kolumbii, která provozuje jeden kampus v Bellinghamu. Western Washington University je třetí největší veřejná univerzita ve Washingtonu, navštěvuje ji 15 tisíc studentů. Whatcom Community College je městská vysoká škola v Bellinghamu.
Northwest Indian College je vysoká škola podporovaná indiánským kmenem Lummi, nacházící se v jejich rezervaci, zhruba pět mil západně od Bellinghamu.

## Demografie
Při sčítání lidu v roce 2000 zde žilo 166 814 lidí, hustota osídlení byla 30 obyv./km². Nejčastější rasou byli běloši s 88 %, na druhém místě byli původní obyvatelé a Asiati s necelými třemi procenty.

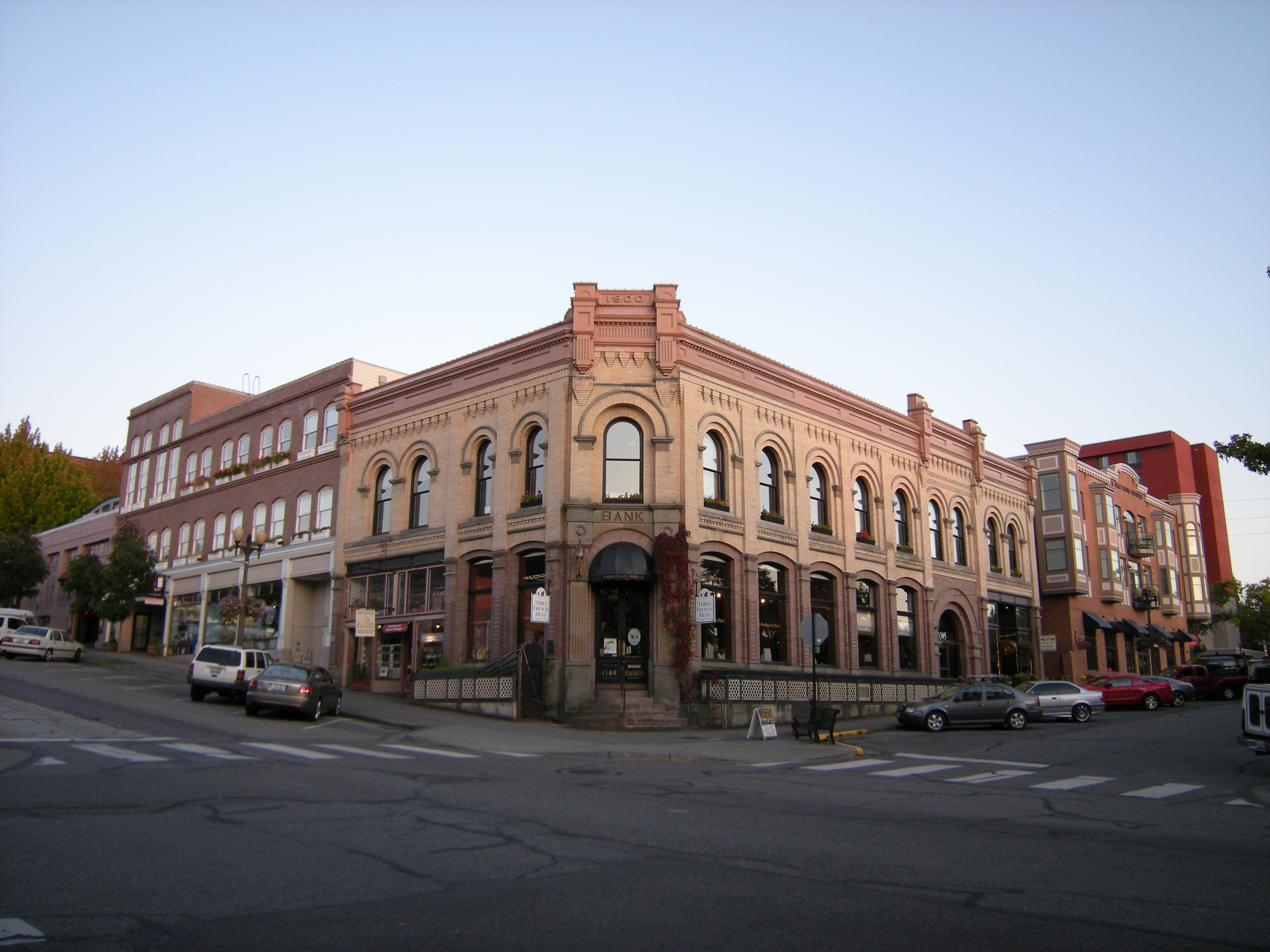
Stará banka ve Fairhavenu, historickém jádru Bellinghamu

## Zemědělství
V roce 2004 vyprodukovali zdejší zemědělci 46 milionů liber malin a s 85 procenty státní produkce vedli i produkci v celých Spojených státech, se 75 procenty.

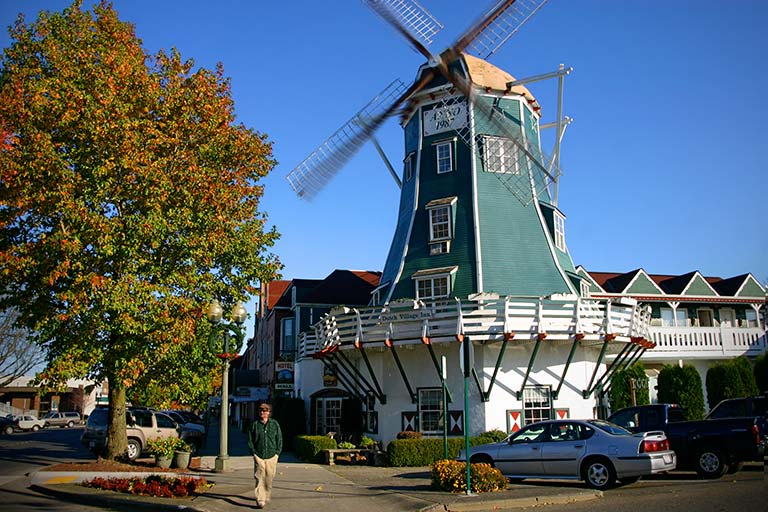
Historický větrný mlýn v Lyndenu.

## Města
(Seřazená od největšího k nejmenšímu).
- Bellingham
- Lynden
- Ferndale
- Blaine
- Everson
- Sumas
- Nooksack

### Město duchů
- Goshen